# Baru, Hunedoara
Baru (în maghiară: Nagybár, în germană: Gross-Elephant) este satul de reședință al comunei cu același nume din județul Hunedoara, Transilvania, România.

## Așezare
Localitatea Baru este situată în partea sudică a județului Hunedoara, la poalele sud-vestice ale Munților Șureanu și nord-estice ale Retezatului, pe cursul superior al râului Strei, în sud-estul Depresiunii Hațegului,  pe DN66, Petroșani - Baru - Hațeg.

## Istoric
Săpăturile arheologice făcute de-a lungul timpului au descoperit materiale ce atestă prezența omului aici încă din neolitic, astfel, în locul numit de localnici "Stânca Jidovilor", s-au găsit fragmente ceramice aparținând culturii Coțofeni, iar la "Biserica Pârvuleștilor" s-a descoperit o așezare încadrată în epoca bronzului (cultura Wietenberg, grupul cultural Balta Sărată și medievală). La "Fântâna lui Gruișor" s-a descoperit o fortificație dacică, iar la capătul de sus al defileului din "Valea Petrosului" se află un turn dacic. Pe teritoriul satului s-au mai descoperit un denar suberat de la Caracalla și fragmente de ceramică medievală. 
Satul Baru a aparținut până în anul 1851 corpului de armată Regimentul I de Graniță de la Orlat, ce făcea parte din Granița Militară Transilvăneană.

## Economie
Economia localității este bazată pe industria de exploatare și prelucrare primară a lemnului, pe industria materialelor de construcții (materiale refractare), comerț și agroturism, dar în mod special pe agricultură, prin cultivarea terenurilor și creșterea animalelor.

## Obiective turistice
- Biserica Sfântul Prooroc Ilie Tesviteanul din Baru
- Rezervația naturală "Peștera Tecuri" (2 ha).
- Cheile Barului
- Muzeul de Artă Populară "Maria Hord Gârbea"
- Cascadele de la Șipote